# Domaine de Kuroishi

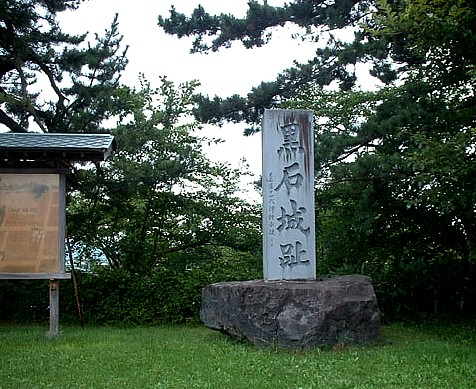
Site du jin'ya de Kuroishi.

Le domaine de Kuroishi (黒石藩, Kuroishi-han) est un domaine féodal de l'époque Edo de l'histoire du Japon, situé dans la province de Mutsu, au nord-ouest de Honshū. Son territoire est valorisé à 2 000 koku autour de la ville actuelle de Kuroishi, 1 000 dans la ville actuelle d'Hiranai et 2 000 à Ōta (Gunma). Le domaine est centré sur le jin'ya de Kuroishi, actuelle Kuroishi dans la préfecture d'Aomori.

## Histoire
Le domaine de Kuroishi commence en exploitation hatamoto de 5 000 koku, créée en 1656 par Tsugaru Nobufusa (1620-1662), le plus jeune fils de Tsugaru Nobuhira, 2e daimyō du domaine de Hirosaki. Nobuhira a un fils plus âgé (Tsugaru Nobuyoshi) de sa première épouse, la fille de Mitsunari Ishida, réduite au statut de concubine lorsque Nobuhira épouse la nièce d'Ieyasu Tokugawa pour renforcer sa position dans le nouveau Bakufu des Tokugawa après la mort de Hideyoshi Toyotomi. Cependant, sa position de fils d'une concubine entraîne une scission dans les rangs des principaux dirigeants du domaine des Tsugaru, une grande faction soutenant le jeune Nobufusa en raison de son lien de sang aux Tokugawa et parce qu'il est le fils de l'épouse officielle de Nobuhira. Ceci a pour conséquence un o-ie sōdō (agitation) connu sous le nom de Funahashi sōdō de 1634, auquel il n'est mis fin qu'avec l'aide du shogunat Tokugawa et a pour conséquence l'exil des partisans de Nobufusa en 1636. De nouveaux problèmes apparussent en 1647, appelés le tempyō sōdō, lorsque le reste des partisans de Nobufusa exigent que Nobuyoshi se retire en faveur de Nobufusa, alléguant sa mauvaise administration à cause de son goût pour l'alcool et sa réputation de coureurs de jupons. La situation est en partie résolue par la création d'une exploitation subsidiaire semi-autonome pour Nobufusa et basée à Kuroishi. La taille de l'exploitation est plus tard réduite à 4 000 koku après la mort de Nobufusa.
Cependant, en 1809, le shogunat Tokugawa élève les revenus de Kuroishi à 6 000 koku pendant le mandat de Tsugaru Chikatari dans le cadre d'un accord avec Tsugaru Yasuchika, daimyō de Hirosaki, visant à rendre le domaine de Hirosaki partiellement responsable de la garde des terres près de la frontière d'Ezo (y compris Karafuto et les îles Chishima). Les revenus s'élevant à 10 000 koku permettent à Chikatari Tsugaru et ses successeurs d'être promus au rang de daimyō.
Tsugaru Yukitsugu, 2e daimyō du domaine de Kuroishi, devient daimyō du domaine de Hirosaki après la retraite forcée de Tsugaru Nobuyuki, remettant le domaine de Kuroishi à son jeune frère Tsugaru Tsuguyasu.
Pendant la guerre de Boshin de la restauration de Meiji, Tsugaru Tsugumichi, 4e daimyō de Kuroishi, soutient d'abord l'Ōuetsu Reppan Dōmei, mais passe ensuite dans le camp impérial et se joint aux forces du domaine de Hirosaki lors de la bataille de Noheji contre les forces du domaine de Hachinohe et du domaine de Morioka. Après cela, ses forces combattent également lors des campagnes de Hokkaidō. En juillet 1871, avec l'abolition du système han, le domaine de Kuroishi devient brièvement la préfecture de Kuroishi puis fusionne dans la récente préfecture d'Aomori en septembre 1871. Sous le nouveau gouvernement Meiji, Tsugaru Tsugumichi reçoit le titre de shishaku (vicomte) selon le système nobiliaire kazoku puis est plus tard membre de la Chambre des pairs.

## Liste des daimyos
- Clan Tsugaru (tozama) 1809-1871

|   | Nom                           | Dates     | Titre de cour   | Rang à la cour          | Revenus     |
| - | ----------------------------- | --------- | --------------- | ----------------------- | ----------- |
| 1 | Tsugaru Chikatari (津軽親足)  | 1809-1825 | Kai-no-kami     | 5e (従五位下) inférieur | 10 000 koku |
| 2 | Tsugaru Yukinori (津軽順徳)   | 1825-1839 | Sakonshōgen     | 5e (従五位下) inférieur | 10 000 koku |
| 3 | Tsugaru Tsuguyasu (津軽承保)  | 1839-1851 | Izumo-no-kami   | 5e (従五位下) inférieur | 10 000 koku |
| 4 | Tsugaru Tsugumichi (津軽承叙) | 1851-1869 | Shikibu-daisuke | 3e (正三位), shishaku   | 10 000 koku |
|   |                               |           |                 |                         |             |

## Source de la traduction
- (en) Cet article est partiellement ou en totalité issu de l’article de Wikipédia en anglais intitulé « Kuroishi Domain » (voir la liste des auteurs).